# Star Trek: Klingon
Star Trek: Klingon ist ein interaktiver Film innerhalb des Star-Trek-Universums, der 1996 für Microsoft Windows und Mac OS bei Simon & Schuster erschien. Das Drehbuch stammt von Hilary Bader. Regie führte Jonathan Frakes. Der Soundtrack stammt von Gregory Smith. Mit Star Trek: Borg existiert ein Nachfolger.

## Handlung
Das Spiel findet innerhalb einer Holodecksimulation statt. Der Protagonist ist der junge Klingonen-Krieger Pok, der dem Kanzler Gowron zur Seite steht. Als Poks Vater Opfer eines Attentats wird, fahnden beide nach dem Täter.

## Spielprinzip
Auf drei CD-ROMs sind rund 90 Minuten Film. Dieser lässt sich jederzeit pausieren, um mit dem Mauszeiger Gegenstände anklicken zu können, die anschließend mit Sprachausgabe erklärt werden. Zwischendurch werden dem Spieler Multiple-Choice-Fragen gestellt. Auf der dritten CD-ROM sind ein klingonischer Sprachkurs mit Michael Dorn (Darsteller der Figur Worf), klingonische Opern und Kochrezepte enthalten.

## Rezeption
Peter Steinlechner von Power Play ordnete es als kein Spiel im eigentlichen Sinne ein. Es sei dennoch zu kurz, böte wenig Entscheidungen und wiederhole zu lange Szenen bei Fehlversuchen. Das Sprachlabor sei eine gute Idee und ansprechend umgesetzt, aber ausschließlich für Trekkies interessant. Heinrich Lenhardt von PC Player kritisierte die unscharfe Videoqualität und die geringe Interaktivität. Auch die schauspielerische und dramaturgische Qualität lasse zu wünschen übrig. Auch Martin Schelle von PC Joker bemerkte, dass man zwar viel über klingonische Kultur lerne, das Spielerische aber zu kurz komme und enthielt sich einer Punktewertung.